# العلاقات السيراليونية الكولومبية
العلاقات السيراليونية الكولومبية هي العلاقات الثنائية التي تجمع بين سيراليون وكولومبيا.

## مقارنة بين البلدين
هذه مقارنة عامة ومرجعية للدولتين:
| وجه المقارنة                                              | سيراليون       | كولومبيا        |
| --------------------------------------------------------- | -------------- | --------------- |
| المساحة (كم2)                                             | 71.74 ألف      | 1.14 مليون      |
| عدد السكان (نسمة)                                         | 7.56 مليون     | 49.07 مليون     |
| الكثافة السكانية (ن./كم²)                                 | 105.38         | 43.04           |
| العاصمة                                                   | فريتاون        | بوغوتا          |
| اللغة الرسمية                                             | لغة إنجليزية   | اللغة الإسبانية |
| العملة                                                    | ليون سيراليوني | بيزو كولومبي    |
| الناتج المحلي الإجمالي (بليون دولار)                      | 3.77 مليار     | 309.19 مليار    |
| الناتج المحلي الإجمالي (تعادل القوة الشرائية) بليون دولار | 10.13 مليار    | 724.96 مليار    |
| الناتج المحلي الإجمالي الاسمي للفرد دولار أمريكي          | 653            | 7.60 ألف        |
| الناتج المحلي الإجمالي للفرد دولار أمريكي                 | 1.97 ألف       | 13.36 ألف       |
| مؤشر التنمية البشرية                                      | 0.413          | 0.720           |
| رمز المكالمات الدولي                                      | +232           | +57             |
| رمز الإنترنت                                              | .sl            | .co             |
| المنطقة الزمنية                                           | 00             | 00              |

## منظمات دولية مشتركة
يشترك البلدان في عضوية مجموعة من المنظمات الدولية، منها:
| علم المنظمة | اسم المنظمة                               | تاريخ انضمام سيراليون | تاريخ انضمام كولومبيا |
| ----------- | ----------------------------------------- | --------------------- | --------------------- |
|             | مؤسسة التنمية الدولية                     | 13 نوفمبر 1962        | 16 يونيو 1961         |
|             | يونسكو                                    | 28 مارس 1962          | 31 أكتوبر 1947        |
|             | مؤسسة التمويل الدولية                     | 10 سبتمبر 1962        | 20 يوليو 1956         |
|             | منظمة حظر الأسلحة الكيميائية              | ?                     | ?                     |
|             | الأمم المتحدة                             | 27 سبتمبر 1961        | 5 نوفمبر 1945         |
|             | الاتحاد الدولي للاتصالات                  | 30 ديسمبر 1961        | 25 أغسطس 1914         |
|             | منظمة الشرطة الجنائية الدولية             | ?                     | ?                     |
|             | البنك الدولي للإنشاء والتعمير             | 10 سبتمبر 1962        | 24 ديسمبر 1946        |
|             | الاتحاد البريدي العالمي                   | ?                     | ?                     |
|             | المركز الدولي لتسوية المنازعات الاستشارية | 14 أكتوبر 1966        | 14 أغسطس 1997         |
|             | وكالة ضمان الاستثمار متعدد الأطراف        | 20 يونيو 1996         | 30 نوفمبر 1995        |
|             | منظمة التجارة العالمية                    | ?                     | ?                     |